# Chevrolet Camaro (troisième génération)
 (septembre 2020).
La mise en forme du texte ne suit pas les recommandations de Wikipédia : il faut le « wikifier ».
Les points d'amélioration suivants sont les cas les plus fréquents. Le détail des points à revoir est peut-être précisé sur la page de discussion.
- Les titres sont pré-formatés par le logiciel. Ils ne sont ni en capitales, ni en gras.
- Le texte ne doit pas être écrit en capitales (les noms de famille non plus), ni en gras, ni en italique, ni en « petit »…
- Le gras n'est utilisé que pour surligner le titre de l'article dans l'introduction, une seule fois.
- L'italique est rarement utilisé : mots en langue étrangère, titres d'œuvres, noms de bateaux, etc.
- Les citations ne sont pas en italique mais en corps de texte normal. Elles sont entourées par des guillemets français : « et ».
- Les listes à puces sont à éviter, des paragraphes rédigés étant largement préférés. Les tableaux sont à réserver à la présentation de données structurées (résultats, etc.).
- Les appels de note de bas de page (petits chiffres en exposant, introduits par l'outil «  Source ») sont à placer entre la fin de phrase et le point final[comme ça].
- Les liens internes (vers d'autres articles de Wikipédia) sont à choisir avec parcimonie. Créez des liens vers des articles approfondissant le sujet. Les termes génériques sans rapport avec le sujet sont à éviter, ainsi que les répétitions de liens vers un même terme.
- Les liens externes sont à placer uniquement dans une section « Liens externes », à la fin de l'article. Ces liens sont à choisir avec parcimonie suivant les règles définies. Si un lien sert de source à l'article, son insertion dans le texte est à faire par les notes de bas de page.
- La présentation des références doit suivre les conventions bibliographiques. Il est recommandé d'utiliser les modèles {{Ouvrage}}, {{Chapitre}}, {{Article}}, {{Lien web}} et/ou {{Bibliographie}}. Le mode d'édition visuel peut mettre en forme automatiquement les références.
- Insérer une infobox (cadre d'informations à droite) n'est pas obligatoire pour parachever la mise en page.

Pour une aide détaillée, merci de consulter Aide:Wikification.
Si vous pensez que ces points ont été résolus, vous pouvez retirer ce bandeau et améliorer la mise en forme d'un autre article.
Cet article concerne Chevrolet Camaro de troisième génération. Pour des informations générales sur la Camaro, voir Chevrolet Camaro.
Pour les articles homonymes, voir Chevrolet Camaro (homonymie).

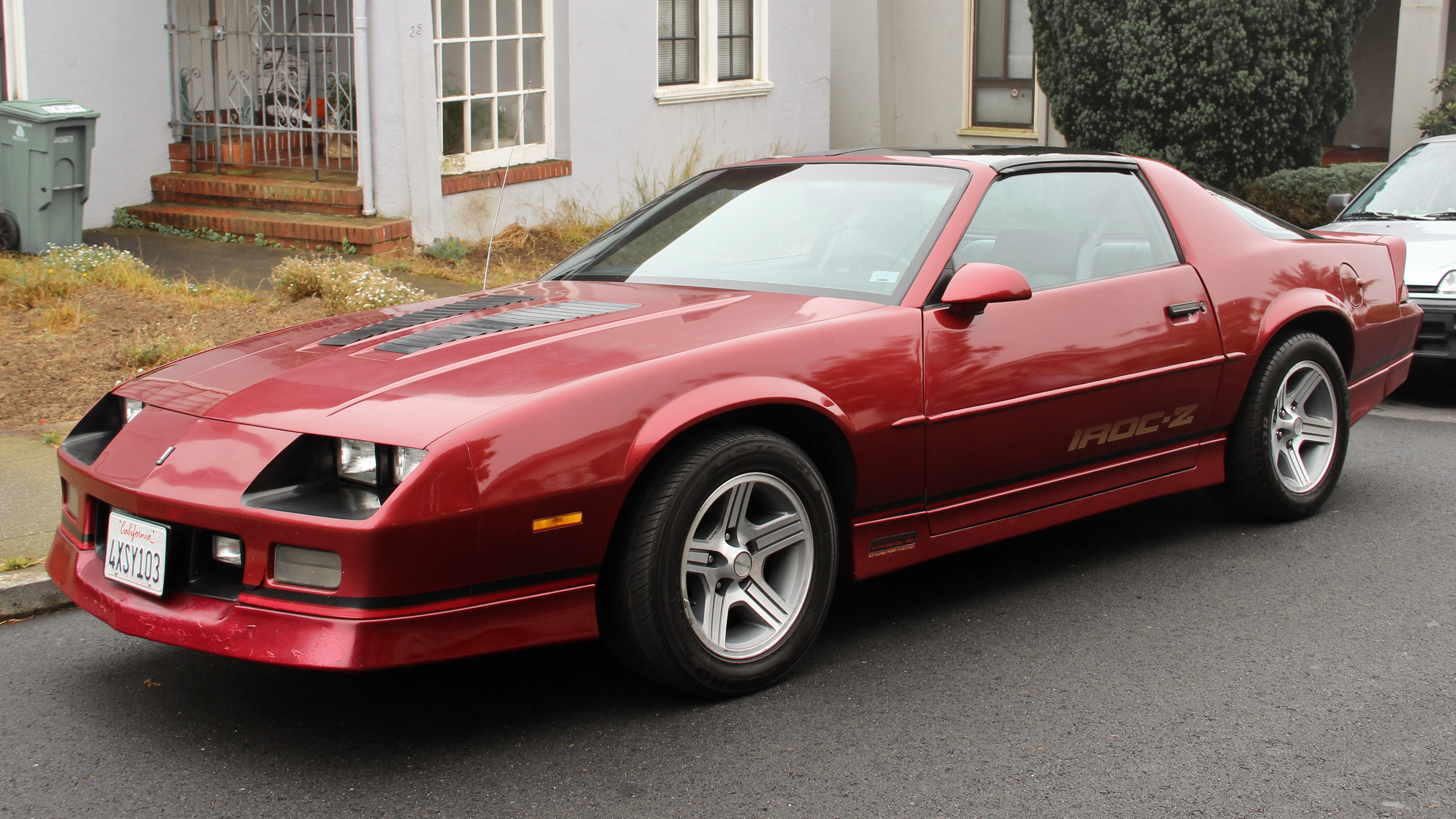
Chevrolet Camaro rouge.

La Chevrolet Camaro de troisième génération a été présentée pour l'année modèle 1982 par Chevrolet. Elle a continué d'utiliser la plate-forme F de General Motors et a produit une "20th Anniversary Commemorative Edition" pour 1987 et une "25th Anniversary Heritage Edition" pour 1992. Ce sont également les premières Camaro avec injection de carburant d'usine, transmissions automatiques à quatre vitesses, transmissions manuelles à cinq vitesses, moteurs à quatre cylindres, roues de 16 pouces et carrosseries à hayon. Pour 1987, une Camaro convertible a été réintroduite, convertie par ASC en nombre relativement petit. La Camaro de troisième génération a continué pendant l'année modèle 1992.

## Conception
Le design de la Camaro ne devait rien aux générations précédentes. La grande lunette arrière complexe reflète les avancées récentes dans la conception de vitres de voiture. Le pare-brise avant incliné à 62 degrés, brisant ainsi une règle interne de GM limitant ces angles à soixante degrés. Le siège arrière se rabattait pour agrandir le coffre à bagages, accessible par une grande trappe arrière.

## 1982
La Camaro de troisième génération a été mise en vente en décembre 1981 et a commencé sa production le 12 octobre 1981. Le modèle de 1982 a présenté les premières Camaro avec un style de carrosserie à hayon, et des options telles que l'injection de carburant d'usine et un moteur à quatre cylindres. La Camaro Z28 était la voiture de l'année du magazine Motor Trend pour 1982. Trois modèles étaient disponibles: Sport Coupe, Berlinetta et Z28. 173 000 Camaro ont été vendues aux États-Unis en 1982. 12% des acheteurs ont pris le quatre cylindres, 37% pour cent le V6, tandis que 51% ont opté pour le V8.
La Sport Coupe était équipée de série du moteur quatre cylindres LQ9 de 2,5 L. Le V6 LC1 de 2,8 L et le V8 LG4 de 5,0 L étaient optionnels. Les enjoliveurs de style gamelle de chien étaient standard; les enjoliveurs intégraux étaient facultatifs, tout comme les roues de rallye en acier à cinq rayons de 14 x 7 pouces de couleur carrosserie.
La Berlinetta est livrée avec le V6 LC1 2.8 standard ou le V8 LG4 5.0 en option. Cette finition arborait également une roue en aluminium à ailettes unique de 14 x 7 pouces avec des accents dorés et un capuchon central 'Berlinetta'. Ses propres rayures d'épingles sur le bas de la carrosserie, son écusson Berlinetta doré et ses poches de phares ont été peintes dans une couleur d'accent. Les feux arrière ont une barre de séparation horizontale dorée et noire. L'intérieur est venu de série avec un intérieur en tissu personnalisé, une couverture de stockage arrière et une moquette supplémentaire sur les timoneries arrière. Elle est également venue en standard avec une isolation supplémentaire de la carrosserie et une instrumentation complète.
La Z28 était livrée en standard avec le V8 LG4 quatre corps de 5,0 L évalué à 147 ch (108 kW) et était disponible avec une boîte manuelle à quatre vitesses ou une transmission automatique 350 à verrouillage à trois vitesses. Le LU5 double TBI "Cross Fire Injection" de 5,0 L en option avec écopes de capot fonctionnelles était évalué à 167 ch (123 kW) et n'était disponible qu'avec une transmission automatique. La nouvelle Camaro a reçu des critiques positives pour son style et sa maniabilité, mais a également été critiquée pour les faibles puissances nominales de la Camaro Z28.
Les Z28 comprenaient des capots SMC en fibre de verre légers avec volets de capot à induction d'air fonctionnels sur les voitures RPO LU5. La Z28 avait un nez différent, un aileron arrière en trois pièces et des lambrequins avant, latérales et arrière inférieures en argent ou en or. Juste au-dessus du lambrequin, une bande de carrosserie inférieure tricolore entourait la voiture. Les poches des phares de la Z28 étaient noires. De série, de nouvelles roues de 15 x 7 pouces en aluminium coulé à cinq branches accentuées d'argent ou d'or. Des badges Z28 sont apparus sur le pare-chocs arrière à droite et sur les lambrequins latérales. Sur les premiers modèles, si les sièges sport «Conteur» étaient sélectionnés en option, le siège passager était délibérément un siège baquet dépareillé à dossier haut, en raison d'une pénurie de production du siège passager.
La Camaro Z28 était la pace car pour la course Indianapolis 500 de 1982, et plus de 6 000 répliques d'apparence ont été vendues par les concessionnaires Chevrolet. L'édition comportait une peinture spéciale bicolore argent / bleu et des rayures spéciales, des rayures orange sur des roues Z28 de 15 pouces (380 mm), et un intérieur argent / bleu avec des sièges Lear-Seigler à six voies réglables manuellement. Les choix de moteur dans les pace car étaient les mêmes que dans la Z28 de production régulière. La voiture qui a réellement rythmé l'événement était équipée d'un V8 5,7 L tout en aluminium hautement modifié qui n'était pas disponible sur les voitures de réplique.
Au Salon de Genève 1982, une version spéciale European a été présentée, la Camaro Z28E. Le «E» signifiait «Export» et elle a reçu l'homologation nationale britannique en 1982. La Z28E a reçu le V8 5 litres à carburateur DIN de 157 ch (115 kW), tandis que le V6 2,8 litres 108 ch (80 kW) allait bientôt être ajouté à la gamme.

## 1983

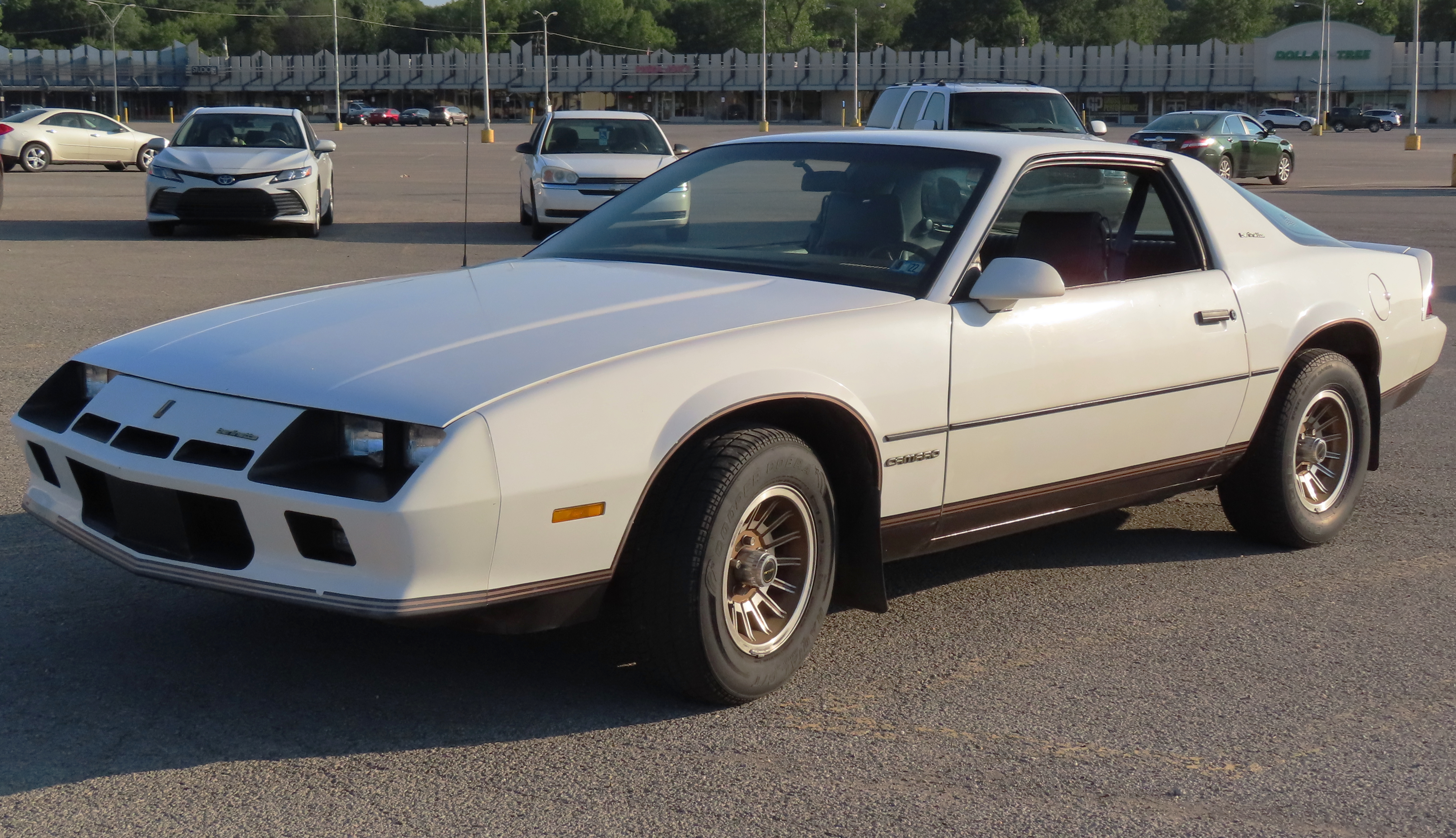
1983 Chevrolet Camaro Berlinetta

Les moteurs de la Z28 ont été changés pour 1983: le V8 LU5 Crossfire 305 a été évalué à 177 ch (130 kW) et a été complété en avril 1983 par un tout nouveau V8 L69 High-Output (HO) quatre corps 5,0 L de 193 ch (142 kW). Ce moteur n'était disponible qu'avec une transmission manuelle en 1983. En raison de son introduction tardive, 3 223 V8 L69 ont été vendus pour l'année modèle 1983.
Les transmissions ont été améliorées pour 1983. Une transmission manuelle Borg-Warner à 5 vitesses a remplacé la précédente à 4 vitesses. Une transmission automatique à 4 vitesses avec surmultiplication a remplacé la transmission automatique à 3 vitesses de la Z28. La transmission automatique avec surmultplication TH700-R4 était également disponible sur le coupé de base et la Berlinetta, mais n'était pas disponible avec le moteur L69 H.O. de la Z28 pour 1983. Mis à part les nouvelles transmissions, le coupé de base et la Berlinetta ont continué comme en 1982 avec très peu de changements autres que des nouvelles couleurs disponibles.

## 1984
Le bloc du tableau de bord de tous les modèles a reçu une forme et une finition révisées. Dans la Berlinetta, le combiné d'instruments standard a été remplacé par des lectures électroniques, y compris un tachymètre à barres et un compteur de vitesse numérique. Le nouveau tableau de bord est livré avec une console aérienne et des bloc montées sur la colonne pour les clignotants, le régulateur de vitesse, le HVAC, les essuie-glaces et les phares. La radio était montée à l'intérieur d'un bloc sur la console qui pouvait pivoter vers le conducteur ou le passager.
Les changements de transmission comprenaient l'arrêt du V8 LU5 Cross Fire 305 et l'ajout d'une tringlerie d'embrayage hydraulique sur les voitures à transmission manuelle. Le L69 H.O. de la Z28 est devenue disponible avec une transmission automatique pour la première fois.
La carrosserie et les caractéristiques de la Z28 sont restés pratiquement inchangés, sauf que le capot SMC en fibre de verre a été remplacé par une version en acier.
Road & Track a sélectionné la Camaro / Firebird de 1984 comme l'une des douze meilleures voitures au monde dans la catégorie Best Sports GT de 11 000 $ à 14 000 $. Car and Driver a choisi la Camaro Z28 de 1984 comme meilleure voiture de manutention construite aux États-Unis.

## 1985
Pour 1985, Chevrolet a présenté la version IROC-Z qui porte le nom de l'International Race of Champions. Offert en option sur la Z28, la Camaro IROC-Z comportait une suspension améliorée, une hauteur de caisse abaissée, des amortisseurs Delco-Bilstein à soupapes spéciales, des barres stabilisatrices de plus grand diamètre, un renfort de direction / cadre connu sous le nom de "barre de merveille", un ensemble spéciale de décalcomanies et un système d'injection à orifice ajusté en option provenant de la Chevrolet Corvette. Elle partageait également les pneus unidirectionnels Goodyear "Gatorback" de la Corvette dans une taille 245/50 / VR16 par rapport à la taille 255/50 / VR16 de la Corvette, et a reçu de nouvelles roues en aluminium à 5 rayons de 16 x 8 pouces. Les nouvelles roues ont été conçues avec différents décalages avant et arrière, ce qui a pour résultat que les mots "Front (avant)" ou "Rear (arrière)" sont moulés dans les roues pour distinguer quelle roue va où.
La Camaro IROC-Z figurait sur la liste des dix meilleures voitures du magazine Car and Driver pour 1985. Le LB9 TPI 305 (5,0 litres) a été évalué à 218 ch (160 kW), le LG4 305 4 corps à 157 ch (116 kW), et le L69 High Output 305 4 corps à 193 ch (142 kW). Un total de 2497 modèles IROC-Z L69 ont été fabriqués pour 1985. Le LB9 n'était disponible que sur les modèles Z28 et IROC-Z avec la transmission automatique TH700-R4. Un total de 205 IROC-Z équipés du LB9 305 avec l'option G92 (Performance Axle Ratio) ont été fabriqués en 1985. L'option G92 amélioré le rapport de transmission de l'essieu arrière de 3,23 à 3,42.
Également nouveau pour 1985, toutes les Camaro ont présentée des nez rafraîchis, de nouveaux lambrequins plus profonds et un aileron avant pour la Z28 et l'IROC-Z nouvellement introduit. Les compteurs de vitesse n'avaient plus l'aiguille à double pointe unique qui lisait simultanément le mph et le km/h: ils ont été remplacés par des unités conventionnelles à un seul pointeur de 85 mph (137 km/h).
Pour 1985, une IROC-Z California RPO 1C5 a également été fabriquée, le California Marketing Group de Chevrolet a eu l'idée et elle était en vente en Californie uniquement. Un total de 250 exemplaires noirs et 250 exemplaires rouges ont été produites. Elles étaient toutes équipées du moteur LB9 TPI 5.0 et de la transmission automatique TH700-R4. Toutes étaient équipés des phares antibrouillard, des roues et des effets au sol de l'IROC-Z, mais avec le capot (pas de persiennes), le couvercle de coffre arrière (pas de spoiler) de la Camaro de base et pas de décalcomanies extérieures.

## 1986
Un Center High Mounted Stop Lamp (CHMSL) nouvellement requis a été installé sur la Camaro. 1986 a été la seule année à avoir cela attaché à l'extérieur de la vitre du hayon sur les modèles de base, Sport Coupe, Z28 et IROC-Z, sauf pour les modèles de base de 1987 qui n'avaient pas de becquet. Il s'agissait de la dernière année pour l'option L69 HO 305 5.0 4 corps, dont 63 ont été construites pour la course dans la série Player's du Canada et 11 pour la vente publique, soit un total de 74. Le V6 de 2,8 L était désormais le moteur standard du modèle de base, remplaçant le modèle 4 cylindres en ligne de 2,5 L. La puissance nominale du LB9 TPI 305 est passée de 218 ch (160 kW) à 193 ch (142 kW) sur les modèles IROC-Z. Tous les moteurs V8 ont reçu un nouveau joint principal arrière monobloc. La performance de freinage était de 42 m à 97 km/h.

## 1987

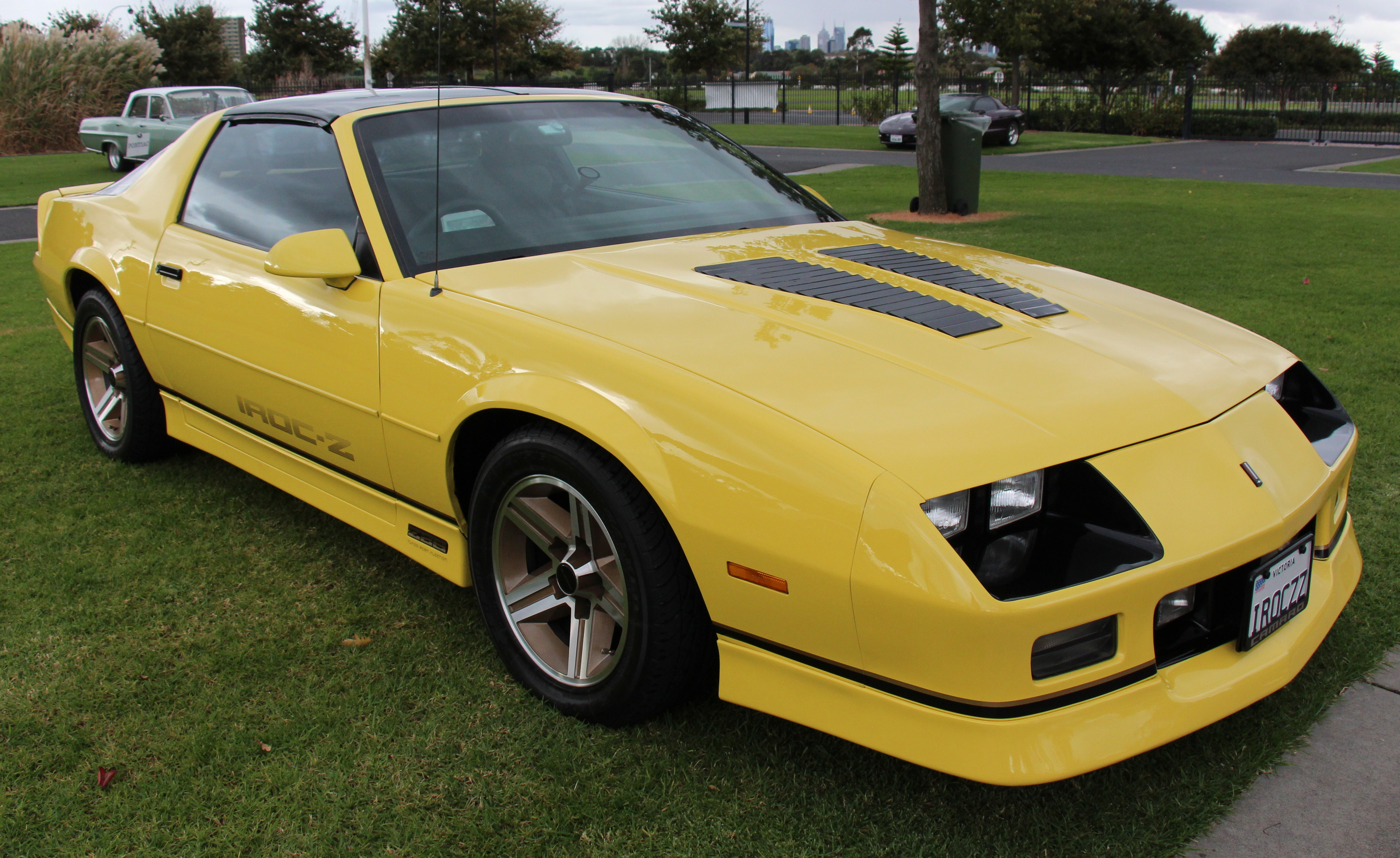
1987 Chevrolet Camaro IROC-Z

Le moteur TPI 350 avec transmission automatique et TPI 305 avec transmission manuelle à 5 vitesses était disponible pour la première fois dans l'IROC-Z. Le nouveau 350 (code RPO L98) n'était disponible que dans l'IROC-Z avec une transmission automatique. Le moteur TPI 350 se distinguait visuellement du TPI 305, car l'autocollant du couvercle de pare-chocs avait "5,7 L" ajoutés à l'autocollant "Tuned Port Injection". Il peut également être déterminé en vérifiant le VIN (8ème caractère, F = 305, 8 = 350). Le TPI 305 équipé d'une transmission automatique est venu avec 193 ch (142 kW), tandis que le 305 TPI manuelle a obtenu une puissance de 218 ch (160 kW). Le L98 350 donné un coup de pouce à 228 ch (158 kW) à 4 400 tr/min et à 2 800 tr/min de couple. Tous les moteurs V8 ont reçu des poussoirs hydrauliques et une nouvelle conception de couvercle / tête de soupape. Les couvercles de soupape comportaient une nouvelle étanchéité et des boulons centraux dans les couvercles de soupape. Les têtes comportaient une nouvelle lèvre surélevée pour une meilleure étanchéité du couvercle de soupape et les deux boulons d'admission centraux ont été changés d'une orientation de 90 degrés à 72 degrés. Les voitures G92 et L98 ont obtenu l'essieu arrière à quatre pignons BorgWarner HD 197 mm, produite pour les Holden d'Australie de GM (les voitures Firebird WS6 sont allées à cette unité en 1986). Ces unités peuvent être identifiées par leur couvercle de différentiel à 9 boulons (plutôt que 10) doté d'un bouchon de vidange en caoutchouc. Le logo Borg-Warner est également coulé dans le fond du boîtier de différentiel. Cet essieu arrière était livré avec des roulements à rouleaux coniques plutôt que droits et un embrayage à cône plutôt qu'une unité à glissement limité à embrayage à disque. Ces unités étaient peintes en noir d'usine alors que la plupart des autres étaient en métal nu. Toutes les IROC-Z de 1987 avec le moteur L98 TPI 350 nécessitaient des engrenages 3,27, des freins à disque arrière J65, un différentiel à glissement limité G80 et un refroidisseur d'huile moteur KC4.
Le plus grand changement visuel cette année était le CHMSL (troisième feu stop) qui était maintenant monté à l'intérieur du spoiler arrière au lieu d'être en haut du hayon arrière (sauf pour le coupé de base sans l'option spoiler - sur ces voitures, il est resté au-dessus du hayon comme l'année dernière). La Berlinetta n'était plus disponible cette année, remplacée par un nouveau modèle LT, tandis que les Camaro de base et Z28 ont continué comme avant. Les compteurs de vitesse de 233 km/h sont devenus la norme dans les IROC-Z et Z28 avec les moteurs à injection ajustée tandis que les modèles de Camaro à carburateur et V6 de 2,8 litres conservaient le compteur de vitesse de 137 km/h.
Parmi les autres changements, citons un cabriolet Camaro qui a été introduit pour la première fois depuis 1969 comme option de production régulière. Disponible sur les Sport Coupe, LT et IROC-Z, la conversion été effectuée sur des Camaro équipés de t-top par American Sunroof Company (ASC). Au total, 1 007 ont été produites au cours de la première année de production. L'année modèle 1987 a marqué le 20e anniversaire de la Camaro et les cabriolets étaient considérés comme des éditions anniversaire et comprenaient un insigne de tableau de bord qui disait "20th Anniversary Commemorative Edition". Certains modèles T-Top de 1987 ont été transformés en cabriolets par ASC après que le client ait pris livraison. C'est pourquoi il existe des cabriolets avec le code de carrosserie VIN 2, ce qui signifie qu'il s'agissait de coupés, pas de cabriolets (qui ont un code de carrosserie VIN 3). Il s'agissait également de la dernière année de production à l'usine GM de Norwood, dans l'Ohio, car les ventes ont continué de baisser en consolidant l'assemblage de la Camaro à l'usine Van Nuys située dans le sud de la Californie.

## 1988
La ligne Camaro a été considérablement simplifiée cette année, en commençant par l'abandon du modèle LT à vente lente et en abandonnant Z28 de base. La finition IROC-Z s'est avéré populaire et la finition est devenu standard sur les Z28. Il en est résulté qu'il restait deux modèles, le coupé de base et l'IROC-Z. Sans la Z28 pour combler l'écart entre la Camaro de base et l'IROC-Z phare, les roues en aluminium de 16 pouces à 5 rayons auparavant standard étaient désormais une option - les IROC "de base" ont maintenant obtenu de la Z28 de l'année précédente les roues en aluminium de 15" à 5 branches (qui sont également devenues standard sur les coupés de base) et les pneus P215 / 65-15. De plus, les effets au sol et les spoilers de l'ancienne Z28 étaient désormais une option standard sur les coupés Camaro de base. Les modèles de base ont reçu un nouveau becquet surélevé pour le premier semestre de production.
Tous les moteurs ont été injectés cette année; le 2,8 L développant 137 ch (101 kW) à 4 900 tr/min et 3 900 tr/min de couple, le V8 305 de 5,0 L à a obtenu une injection portant la puissance nette à 172 ch (127 kw); les modèles à transmission manuelle TPI 305 étaient évalués à 223 ch (164 kW) à 4 400 tr/min et 294 ch (216 kW) à 3 200 tr/min, les automatiques à 198 ch (145 kW) à 4 000 tr/min et 299 ch (220 kW) à 2 800 tr/min et le TPI 350 a obtenu une petite augmentation à 233 ch (172 kW) à 4 400 tr/min et 335 ch (246 kW) à 3 200 tr/min. G92 (rapport d'essieu performance) disponible uniquement sur l'IROC-Z avec le moteur TPI 5,0 (LB9). Toutes les IROC-Z de 1987 avec le moteur L98 TPI 350 étaient livrés en standard avec l'essieu arrière 3.27 BW et tout ce qui était inclus avec l'option G92 mais n'avait pas le code RPO G92 car il n'était pas obligatoire; cela a changé en 1988 cependant quand un essieu arrière de 2,77 était standard et l'option G92 a dû être spécifié pour obtenir le différentiel de 3,27. L'IROC-Z a également subi quelques petits changements cosmétiques. Les logos «Z28» sur les effets au sol sous les portes et sur le pare-chocs arrière ont été remplacés par «IROC-Z». Les grandes légendes IROC-Z sur la porte se sont déplacées de l'avant des portes vers l'arrière, pour laisser un peu d'espace entre les logos. Le code d'option DX3 offrait aux acheteurs la possibilité de supprimer les décalcomanies et les rayures de porte de l'IROC-Z pour un crédit de 60,00 $. Les roues en aluminium de 16" en option ont été repensées avec deux lignes au lieu d'une grande ligne dans chaque rayon, et les arrière-plans des capuchons centraux sont passés du noir à l'argent. Les insignes de tableau de bord sur l'IROC indiquent toujours "Z28" en haut et "IROC-Z" en dessous. Le code VIN 8 est le code moteur d'une véritable IROC TPI 5.7L.

## 1989
L'année modèle 1989 signifiait le retour de la désignation RS (utilisée pour la dernière fois en 1987 sur un modèle californien en édition limitée uniquement). La Rally Sport était désormais le modèle de base avec des effets au sol imitant l'IROC et la Z28 précédente, mais avec le moteur V6 à injection 2.8 de série avec le 305 en option. Le becquet arrière surélevé qui est devenu disponible en 1988 sur les coupés de base a été de courte durée et supprimé pour cette année. Les notes du moteur était reportées de 1988 avec l'ajout sur les coupés IROC-Z d'une nouvelle option d'échappement N10 à double catalyseur qui était standard avec l'option G92 et uniquement disponible sur le moteur TPI 305 avec transmission manuelle et sur le TPI 350 uniquement disponible avec la transmission automatique TH700-R4. 1989 était également la dernière année où une troisième génération avec le moteur L98 TPI 350 RPO B2L RPO pouvait être commandée en combinaison avec les panneaux de toit amovibles T-Top RPO CC1.
Les puissances ont également varié dans le 305 de 172 ch (127 kW) (RPO L03 standard) à 233 ch (172 kW) (RPO LB9 avec transmission manuelle et échappement à double catalyseur RPO N10) et une augmentation de 243 ch (179 kW) pour les 350 avec RPO N10.
Les IROC-Z avec le TPI 350 avaient un rapport d'essieu arrière de 2,77 comme l'année précédente, mais la finition d'essieux de performance RPO G92 en option a modifié le rapport à 3,27 pour le TPI 350 et à 3,45 pour le TPI 305 avec transmission manuelle. L'option RPO G92 comprenait également un échappement à double convertisseur susmentionné; freins à disque aux 4 roues (RPO J65); refroidisseur d'huile moteur; pneus unidirectionnels Goodyear Eagle P245 / 50ZR16; un indicateur de vitesse de 233 km/h ; et un tachymètre avec une ligne rouge à 5 500 tr/min. Au total, 1426 coupés IROC-Z ont été équipés de l'option Performance Axle en 1989.
Pour amener un coupé IROC-Z à une performance maximale extrême en 1989, lorsque le G92 Performance Axle été commandé sans climatisation (C41), le code RPO 1LE été automatiquement déclenché. Cela comprenait des équipements supplémentaires destinés à rendre l'IROC-Z plus compétitif dans les événements de course sur route SCCA Showroom Stock: rotors plus grands de 296 mm avec étriers en aluminium à 2 pistons de PBR; un arbre de transmission en aluminium; un réservoir de carburant dérouté spécial; amortisseurs spécifiques; et bagues de suspension plus rigides. Les feux de brouillard ont également été supprimés. La 1LE était simplement une combinaison d'options, pas une finition ou un modèle distinct dont les concessionnaires étaient au courant, ce qui a entraîné la construction de 111 voitures avec l'équipement 1LE en 1989.

## 1990
L'année modèle 1990 s'est terminé avec la production la plus faible à ce jour (35 048), en raison d'une série de modèles de 1990 tronquée, suivie de l'introduction précoce des modèles de 1991 revisités. 1990 a également marqué la dernière année pour l'IROC-Z; Chevrolet avait décidé de ne pas renouveler son contrat avec l'International Race of Champions.
Cette année était la première année pour un airbag à être offert dans n'importe quel voiture à carroserie F. Le nouvel airbag est venu seul avec un nouveau groupe de jauges "demi-lune", qui été offert uniquement dans les Camaro de 1990–1992. Les arêtes vives sur les surfaces du tableau de bord étaient arrondies et le lettrage sur les jauges passait du jaune au blanc. Le modèle de 1990 était reconnaissable car c'était la seule Camaro de troisième génération qui ne comportait pas les effets au sol mis à jour des modèles de 1991–1992 mais avait les nouvelles fonctionnalités intérieures / tableau de bord. Le V6 de 2,8 L a été mis à niveau vers un V6 de 3,1 L.
Le code RPO 1LE était à nouveau disponible en 1990, déclenché comme l'année précédente par le RPO G92 Performance Axle combiné sans climatisation sur le coupé IROC-Z. Seulement 62 Camaro ont été construites avec des équipements 1LE en 1990.
La dernière Camaro de 1990 a quitté la ligne le 31 décembre 1989.
Les Camaro en version IROC-Z qui étaient équipées du moteur TPI 5.7 ont reçu une légère augmentation de puissance à 248 ch (183 kW) à 4 400 tr/min et les nombres de couple ont également augmenté à 345 N m à 3 200 tr/min.

## 1991
La production de la Camaro de 1991 a commencé en février 1990. De grands changements se sont produits, car toutes les Camaro ont reçu un lifting sous la forme d'un ensemble d'effets au sol non seulement pour les RS mais aussi pour les modèles Z28, tandis que l'IROC-Z n'était plus proposé. La Z28 comportait également un becquet de grande hauteur et des "ampoules" de capot non fonctionnels. Le CHMSL a été à nouveau déplacé du becquet vers le haut du hayon comme sur les modèles de 1986, sauf que le boîtier était maintenant à l'intérieur plutôt qu'à l'extérieur du hayon. Le cabriolet conservait toujours le 3e feu stop monté sur le spoiler. La Z28 de 1991 a également reçu une nouvelle conception de roue pour accentuer la nouvelle carrosserie. L'option B4C "Special Service" a été mise à la disposition des forces de l'ordre, du gouvernement et des agences militaires. La B4C ne représentait guère plus qu'un groupe motopropulseur et une suspension de Z28 dans une RS. (Car Craft Magazine désigne la B4C comme une 1LE équipé de la climatisation; bien que cela soit légèrement erroné car en 1991, les gros freins avec étriers PBR de la finition 1LE n'étaient pas inclus avec la B4C.) Un peu moins de 600 Camaro B4C ont été vendues pour 1991. La puissance nominale du TPI 350 était la suivante; 245 ch (183 kW) à 4 400 tr/min et 468 N m à 3 200 tr/min. La puissance nominale du moteur TPI 305 était la suivante; 230 ch (172 kW) à 4 200 tr/min et 407 N m à 3 200 tr/min. La puissance nominale du TBI 305 est restée la même à 170 ch (127 kW) à 4 000 tr/min et 346 N m à 2 400 tr/min. Les rumeurs disent que ces chiffres ont été légèrement sous-estimés par GM, mais cela n'a pas été étudié.
À partir de l'année modèle 1991, GM a lancé des techniques d'assemblage modifiées avec les Camaro et Firebird F-body qui ont été reportées à la quatrième génération. Différentes soudures pour joints, adhésifs structuraux et techniques d'assemblage de carrosserie ont été utilisés dans des domaines clés afin de réduire les grincements et cliquetis et améliorer la perception de qualité.
La finition 1LE prête pour la salle d'exposition SCCA a continué avec un équipement similaire aux années précédentes et a de nouveau été déclenché automatiquement par l'option G92 Performance Axle combinée avec le système de ventilation de base C41 (pas de climatisation) sur le coupé Z28. Les passionnés et les concessionnaires sont devenus plus au courant de la 1LE, la production étant passée à 478 unités.

## 1992
1992 a été la dernière année de la Camaro de troisième génération. Une finition "25th Anniversary Heritage Edition" avait été prévue avec des culasses en aluminium de la Corvette, des collecteurs d'échappement tubulaires et une transmission manuelle à 6 vitesses, mais cela a été abandonné au profit d'une finition "Heritage Package" (RPO Z03) qui ne représentait rien de plus qu'un ensemble de graphique, de badges et de bandes rallye. Toutes les Camaro de 1992 ont reçu un badge "25th Anniversary" sur le tableau de bord. La version 1992 de la Camaro B4C (Special Service Package) a obtenu l'ajout des freins 1LE. Au total, 589 B4C ont été vendus. L'option B4C a également été jugée assez populaire pour être appliquée au modèle de quatrième génération.
Certaines Camaro TPI de 1992 ont reçu une partie des «restes» de leur cousine Corvette, qui est passé du Tuned Port Injection à la nouvelle série de moteurs LT1 en 1992. Elles ont reçu la texture rugueuse, le style en fonte d'aluminium et les coureurs d'admission de la Corvette TPI au lieu de ceux à tube lisse des Camaro régulieres. Dans certains cas, elles ont été construites avec des couvercles de valve peints en noir au lieu des couvercles de valve normaux en argent. Certaines ont également reçu une plaque vierge, comme le LT1, au lieu de la plaque normale avec le script "Tuned Port Injection". Le changement été purement cosmétique, les performances sont restées identiques à l'année précédente.
La combinaison de finitions RPO 1LE, identique à l'année précédente en termes de spécifications et d'exigences d'options, a connu sa plus haute année de production sur la Camaro de troisième génération, avec 705 voitures ainsi équipées. Comme mentionné, les freins 1LE ont été inclus avec la B4C en 1992, ce qui représente 589 des 705 voitures construites. Cela signifie que seulement 116 "vraies" voitures 1LE unique (suppression de la climatisation, ensemble de services non spéciaux) ont été construites pour l'année.
La grande majorité des voitures 1LE construites au cours de la période 1989-1992 étaient des véhicules très peu équipés. Puisqu'elles étaient destinées à la course, où le poids supplémentaire est un inconvénient et les intérieurs sont souvent vidés après l'achat, la plupart avaient des options très légères. La majorité des Camaro 1LE avaient l'intérieur de base, sans options d'alimentation, régulateur de vitesse ou même tapis de sol. Certaines ont même été construites sans radios (201 voitures ont été construites avec l'option "suppression de la radio" en 1992).
Ce fut également la dernière année de production de la Camaro à l'usine d'assemblage de Van Nuys, en Californie (et aux États-Unis dans son ensemble jusqu'en 2015). La dernière Camaro de troisième génération produite était un coupé Z28 rouge du 27 août 1992, qui comporte des signatures des travailleurs de la chaîne de montage et est du propriétaire privée.

## Moteurs
- 1982-1985 : quatre cylindres en ligne LQ8/LQ9 Iron Duke 151 (2,5 L)
- 1982-1984 : V6 LC1 173 (2,8 L)
- 1985-1989 : V6 LB8 173 (2,8 L)
- 1990-1992 : V6 LH0 191 (3,1 L)
- 1982-1983 : V8 petit bloc LU5 305 (5,0 L)
- 1982-1987 : V8 petit bloc LG4 305 (5,0 L)
- 1983-1986 : V8 petit bloc L69 305 (5,0 L)
- 1988-1992 : V8 petit bloc L03 305 (5,0 L)
- 1985-1992 : V8 petit bloc LB9 305 (5,0 L)
- 1987-1992 : V8 petit bloc L98 305 (5,0 L)